# Bajor Izabella francia királyné
Bajor Izabella, születési nevén Elisabeth von Bayern, franciául: Isabeau de Bavière vagy Isabelle de Bavière, (1370 vagy 1371 – Párizs, 1435. szeptember 24.) francia királyné, VI. Károly király felesége, VII. Károly francia király anyja.

## Származása
Eredeti nevén Erzsébet bajor hercegnő (Elisabeth von Bayern), 1371 körül született III. (Wittelsbach) István bajor-ingolstadti herceg (1337–1413) és Taddea Visconti milánói úrhölgy leányaként. Apai nagyapja II. István bajor herceg (1319–1375), IV. Lajos császár fia, nagyanyja Szicíliai Erzsébet királyi hercegnő volt. Izabella anyai nagyapja Bernabò Visconti (1323–1385), Milánó ura, nagyanyja Regina-Beatrix della Scala, II. Mastino della Scalának, Verona urának és feleségének, Taddea di Carrarának a leánya volt.

## Házassága, utódai
1385-ben, a 14-15 esztendős lányt szülei Franciaországba küldték mint egzotikus keleti hercegnőt, akit feleségül adnak majd VI. Károly francia uralkodóhoz. A házasságot 1385. július 17-én kötötték meg. A pár az első néhány évben békében élt, ám 1392-től kezdtek megmutatkozni Károly mentális gyengeségei, ráadásul az uralkodó képtelen volt hűséges férje maradni Izabellának, akinek sok évig el kellett tűrnie Károly nőügyeit, melyeket nem éppen diszkréten intézett a férje.
Mindezek ellenére a királyi párnak 12 közös gyermeke született, hat fiú és hat lány: Károly (sz. 1386), Jeanne (1388-1390), Izabella (1389-1409), Johanna (1391-1433), Charles (1392-1401), Mária (1393-1438), Mikaéla (1395-1422), Lajos (1397-1415), János (1398-1417), Katalin (1401-1438), Károly (1403-1461) és Fülöp (sz. 1407).

## Halála, nyughelye
A királyné 1422. október 22-én megözvegyült. 1435. szeptember 24-én, 64-65 éves korában Párizsban hunyt el. A Saint-Denis-székesegyházban helyezték végső nyugalomra.

## Fordítás
- Ez a szócikk részben vagy egészben az Isabeau of Bavaria című angol Wikipédia-szócikk ezen változatának fordításán alapul.  Az eredeti cikk szerkesztőit annak laptörténete sorolja fel. Ez a jelzés csupán a megfogalmazás eredetét és a szerzői jogokat jelzi, nem szolgál a cikkben szereplő információk forrásmegjelöléseként.